# プロテオ古細菌界
プロテオ古細菌界（プロテオアーキオータ界、Proteoarchaeota）は2014年に提案された古細菌の候補界である。古細菌ドメインの中ではユーリ古細菌界と全古細菌を2分する。下位分類はTACK上門とアスガルド古細菌上門があり、記載種を含む系統としてはクレン古細菌、タウム古細菌が所属する。他に未培養系統として、コル古細菌等多数の系統を含む。
従来古細菌はユーリ古細菌界とクレン古細菌界に2分されてきたが、その後この2系統に属さない古細菌が複数発見されてきたこと、ユーリ古細菌の多様性に比べてクレン古細菌の多様性が小さいことなどを根拠にクレン古細菌界が格下げされ、近縁のタウム古細菌等を含める形で提唱された。複雑な細胞骨格や遺伝システムが特徴であり、エオサイト説など真核生物と関係づけられることも多い。例えば、このグループに所属する古細菌は、真正細菌やその他の古細菌が使用するZリングではなく、真核生物が細胞分裂の最終段階に使用するESCRTに似たタンパク質を細胞分裂に使用する。